# Klaus Gruner
Klaus Gruner (* 22. August 1952 in Frankenhausen bei Crimmitschau) ist ein ehemaliger deutscher Handballspieler und Olympiasieger.

## Werdegang
Der Diplom-Sportlehrer, der an der Deutschen Hochschule für Körperkultur studierte, spielte in der DDR-Oberliga auf der Position im linken Rückraum, für den SC Leipzig und den ASK Vorwärts Frankfurt, SVKE Britz. Mit dem SC Leipzig wurde er 1972 Meister der DDR.
Seine größten Erfolge feierte er mit der DDR-Nationalmannschaft. So gewann er bei der Weltmeisterschaft 1974 die Silbermedaille, bei der Weltmeisterschaft 1978 die Bronzemedaille und wurde 1980 bei den Olympischen Spielen in Moskau mit der Nationalmannschaft der DDR Olympiasieger. In insgesamt 112 Länderspielen warf er 295 Tore. 1994 wurde Gruner Trainer des TVB Hamburg (Regionalliga). Er trainierte die Herrenmannschaft des TuS Jahn Hollenstedt in der Landesliga Lüneburg und die weibliche A-Jugend des TuS Jahn Hollenstedt in der Oberliga Niedersachsen. Später übernahm er nach einem erneuten Trainerengagement beim MTV Eyendorf wieder das Traineramt beim TuS Jahn Hollenstedt in der Landesliga Lüneburg.
1980 wurde Klaus Gruner mit dem Vaterländischen Verdienstorden in Silber ausgezeichnet.